# Jardins Upper Barrakka
Les jardins Upper Barrakka (maltais: Il-Barrakka ta 'Fuq) sont des jardins publics à La Valette, à Malte. Avec les jardins Lower Barrakka dans la même ville, ils offrent une vue panoramique sur le Grand Harbour.
La terrasse située en contrebas du jardin est occupée par la batterie de salutation, où l’on tirait autrefois des coups de canon pour saluer les vaisseaux étrangers. La batterie a été restaurée et le canon résonne tous les jours à 12h et 16h. 

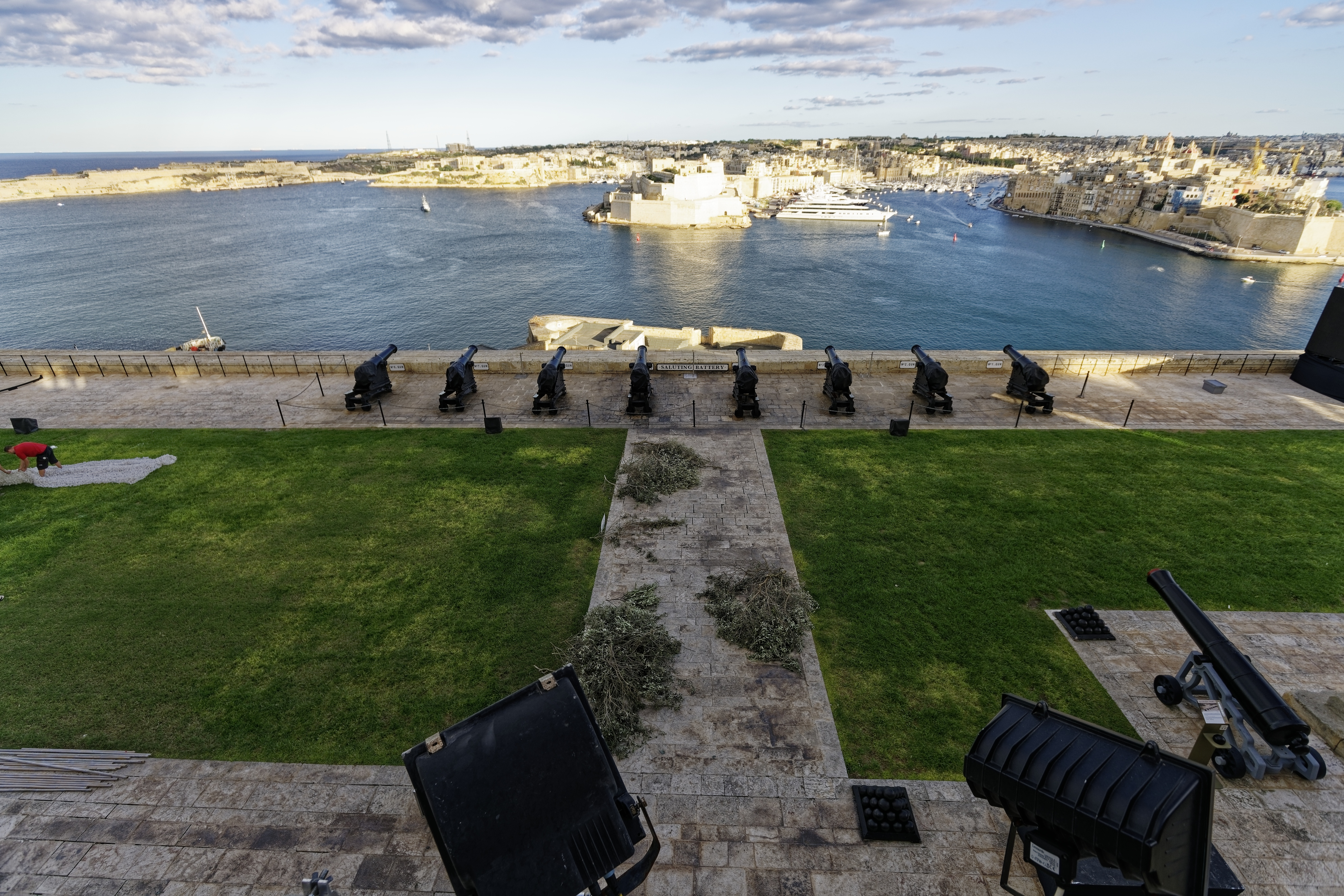
La batterie de salutation

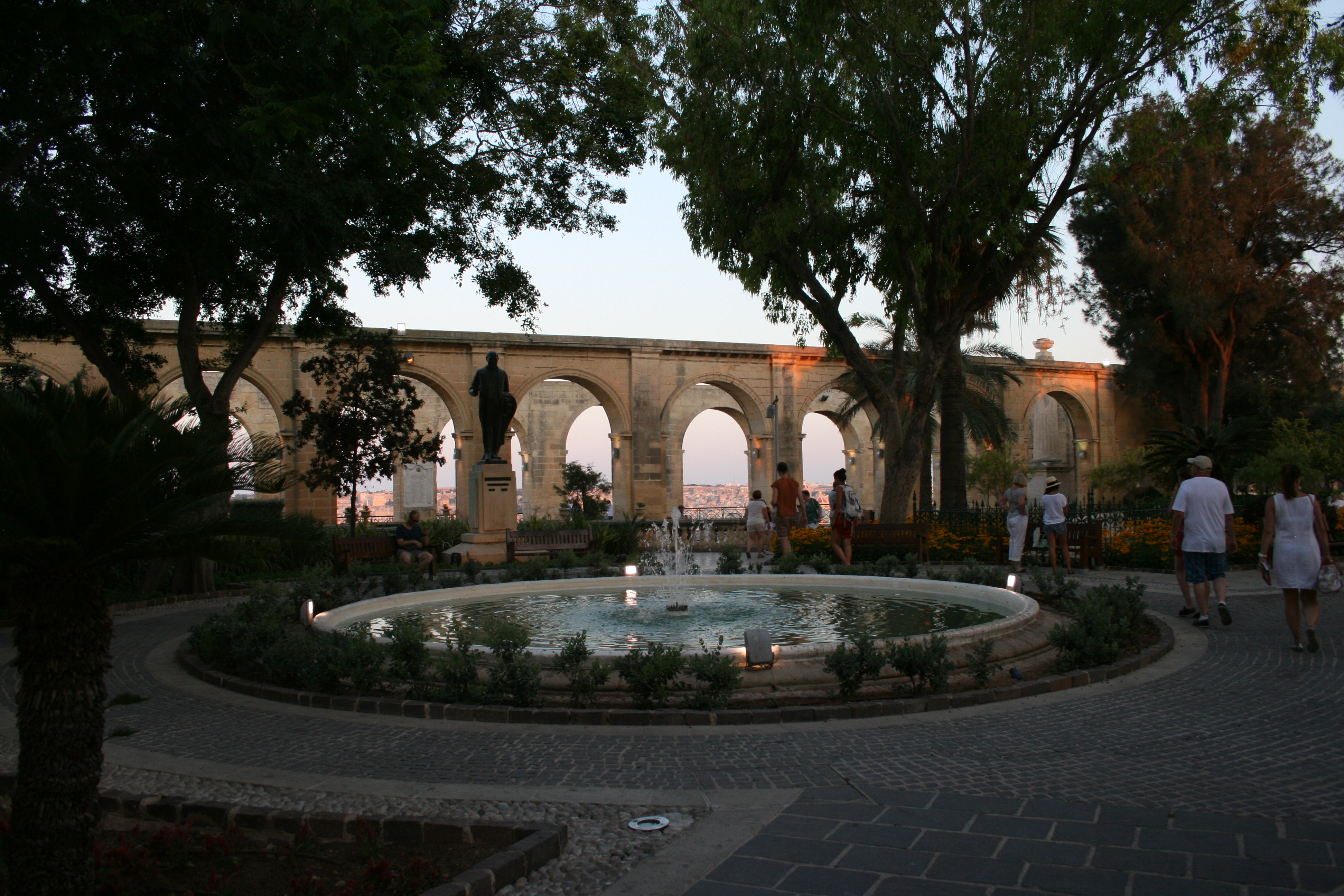
La fontaine au centre du jardin